# Tony (Sänger)
Tony, bürgerlich Manfred Oberdörffer, (* 9. Mai 1944 in Hamburg) ist ein deutscher Schlagersänger, Komponist, Texter und Musikproduzent. Er war vor allem in den 1970er Jahren bekannt.

## Leben
Als Tony und Tony Tornado war Oberdörffer zunächst als Beat- und Rocksänger bekannt. Hier war er in den 1960er Jahren mit der Band The Tonics unterwegs. Aus dieser Zeit finden sich auch Aufnahmen mit der Band The Automatic Blues Inc., wo er unter dem Pseudonym Jerry Blow als Leadsänger firmierte. Diese erschienen auf dem deutschen Label Europa, welches unter anderem spezialisiert war auf die Produktion billiger Langspielplatten mit No-Name-Bands, die hauptsächlich in Warenhäusern verkauft wurden. Zu jener Zeit hatte Oberdörffer auch Kontakt zu den The Rattles, mit deren Bassisten Herbert Hildebrandt er eine vermeintliche Reggae-LP als Warenhausproduktion einspielte und mit dem er gemeinsam Schlager-Titel für die Solo-Veröffentlichungen des Rattles-Gitarristen Hajo Kreutzfeldt schrieb.
Anfang der 1970er Jahre wechselte Oberdörffer selbst ins Schlagerfach, wofür er sich mit dem Hamburger Produzenten Hans-Georg Moslener zusammen tat. Er hatte einige Hits, mit denen er unter anderem in der ZDF-Hitparade zu Gast war. Sein größter Erfolg war Mädchen mit roten Haaren, den er u. a. auch am 20. November 1971 in den Neuvorstellungen der 28. Ausgabe dieser legendären ZDF-Show vortragen durfte. Zwischen 1969 und 1977 kam er immerhin auf insgesamt 13 Auftritte in dieser Sendung. Den ersten absolvierte er am 29. November 1969 in den Neuvorstellungen der 8. Ausgabe mit der deutschen Originalaufnahme von Dynamite Woman. Und bei seinem letzten Auftritt am 19. März 1977 in den Neuvorstellungen der 91. Ausgabe kam der Titel Der nächste Sommer kommt bestimmt zur Aufführung. Nach Mitte der 1970er brachte er noch vereinzelt Kompositionen auf Alben von Schlager-Kollegen wie den Flippers oder Nicole unter.
Mit dem Lied Mädchen wie Helena nahm er 1978 am deutschen Vorentscheid zum Grand Prix Eurovision de la Chanson (heute Eurovision Song Contest) teil und belegte den 9. Platz von 15 für das Finale eingereichten Beiträgen.
1991 gründete er zusammen mit Karsten Runge („Maat“), der Ende der 1970er Jahre mit dem Trio „Muskelkater“ erfolgreich gewesen war, und Ronald David („Smuttje“) die Gruppe „Tony und die Strandpiraten“. Er selbst fungierte als „Käpt'n“. Die Band nahm am niedersächsischen Wettbewerb Lieder so schön wie der Norden 1991 teil. Ihr Lied Lüd vunne Woderkant erreichte aber nur Platz 13. Dennoch war die Gruppe in der Folgezeit, vor allem in Norddeutschland, bei verschiedenen Musiksendungen zu Gast.

## Diskografie

### Alben
- 1972: Mädchen mit roten Haaren
- Einfach verrückt
- St. Pauli Polonaise

### Singles
- 1968 Tausend Rosarote Pfeile
- 1969 Callow La Vita
- 1970 Nuevo Laredo
- 1971 Ich bin ein Mann
- 1971 Hey, heut Nacht
- 1971 Mädchen mit roten Haaren
- 1972 Mädchen, du hast mich verliebt angesehn
- 1972 Laß das!
- 1972 Fräulein Annette
- 1972 Carnaval New Orleans
- 1972 Roly Poly
- 1973 Wer hat noch Geld (Sands of Sahara)
- 1974 Mein letztes Geld geb ich für Blumen aus
- 1974 Ich denk' an Annie
- 1975 Komm mal raus, Renate
- 1977 Der nächste Sommer kommt bestimmt
- 1978 Kleine Mädchen müssen früher schlafen gehn
- 1990er Ole Oleo und Mieke